# لويزة بايو
 لويزة بايو (ولدت 25 مايو 1994 ببجاية، الجزائر) هي لاعبة كرة طائرة جزائرية.

## معلومات الاندية
النادي الحالي : جمعية ولاية بجاية 
- منتخب الجزائر لكرة الطائرة سيدات
- البطولة الجزائرية لكرة الطائرة سيدات